# Tokary (województwo pomorskie)
Tokary (kaszub. Tokarë) – wieś kaszubska w Polsce, położona w województwie pomorskim, w powiecie kartuskim, w gminie Przodkowo, 1,8 km na zachód od drogi krajowej nr 20 ze Stargardu do Gdyni. We wsi znajduje się jednostka Ochotniczej Straży Pożarnej założona w 1932 roku przez Franciszka Rzepkę, Jana Brylowskiego i Jana Zabłońskiego.
| SIMC    | Nazwa       | Rodzaj    |
| ------- | ----------- | --------- |
| 0169851 | Nowe Tokary | część wsi |

Prywatna wieś szlachecka położona była w drugiej połowie XVI wieku w powiecie gdańskim województwa pomorskiego. W latach 1975–1998 miejscowość położona była w województwie gdańskim.